# Юрій Дрогобич

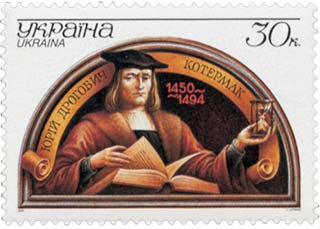
Юрій Котермак на українській поштовій марці

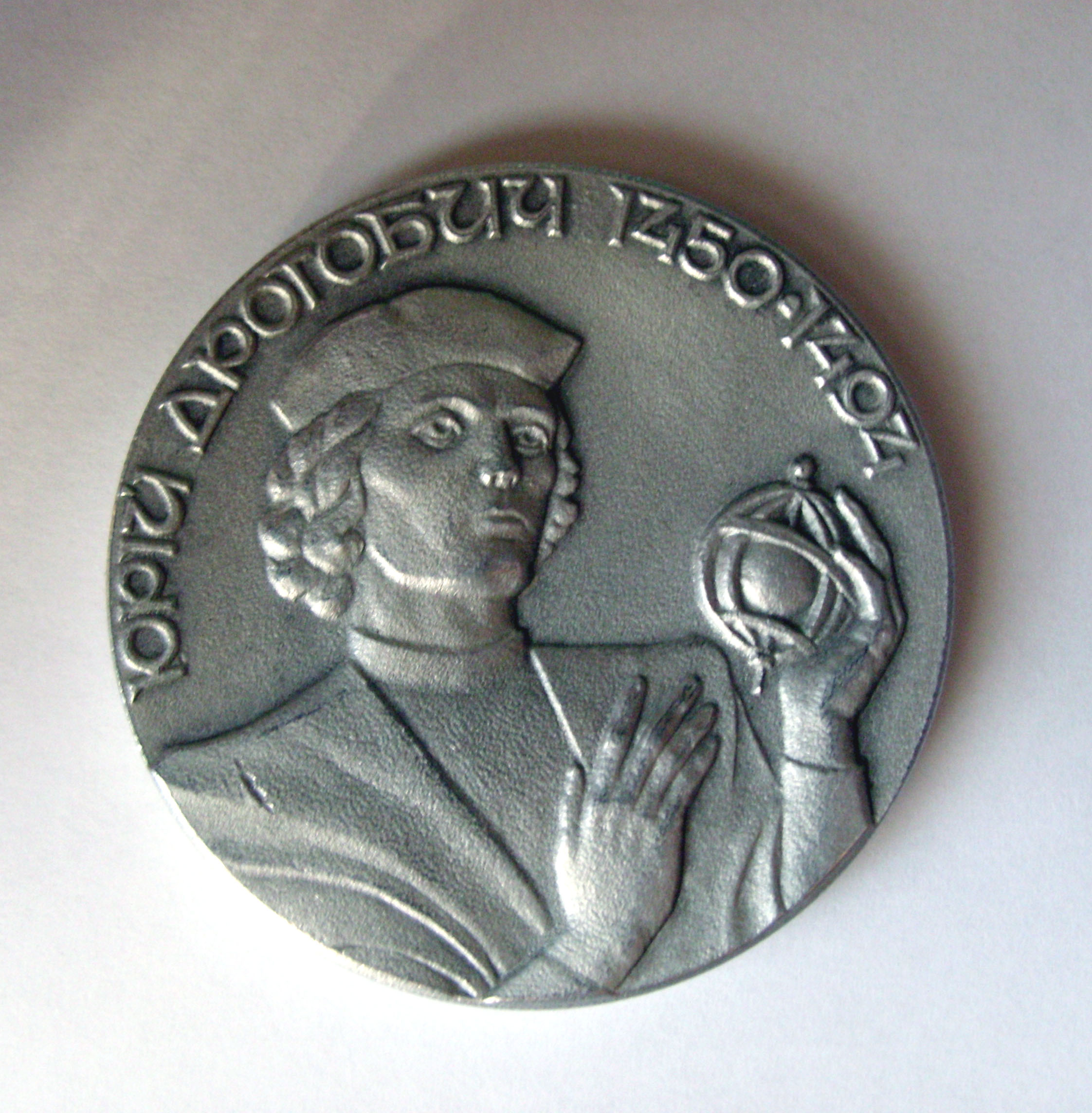
Лицевий бік пам'ятної медалі, випущеної до 500-ліття «Прогностичної оцінки поточного 1483 року Ю. Дрогобича»

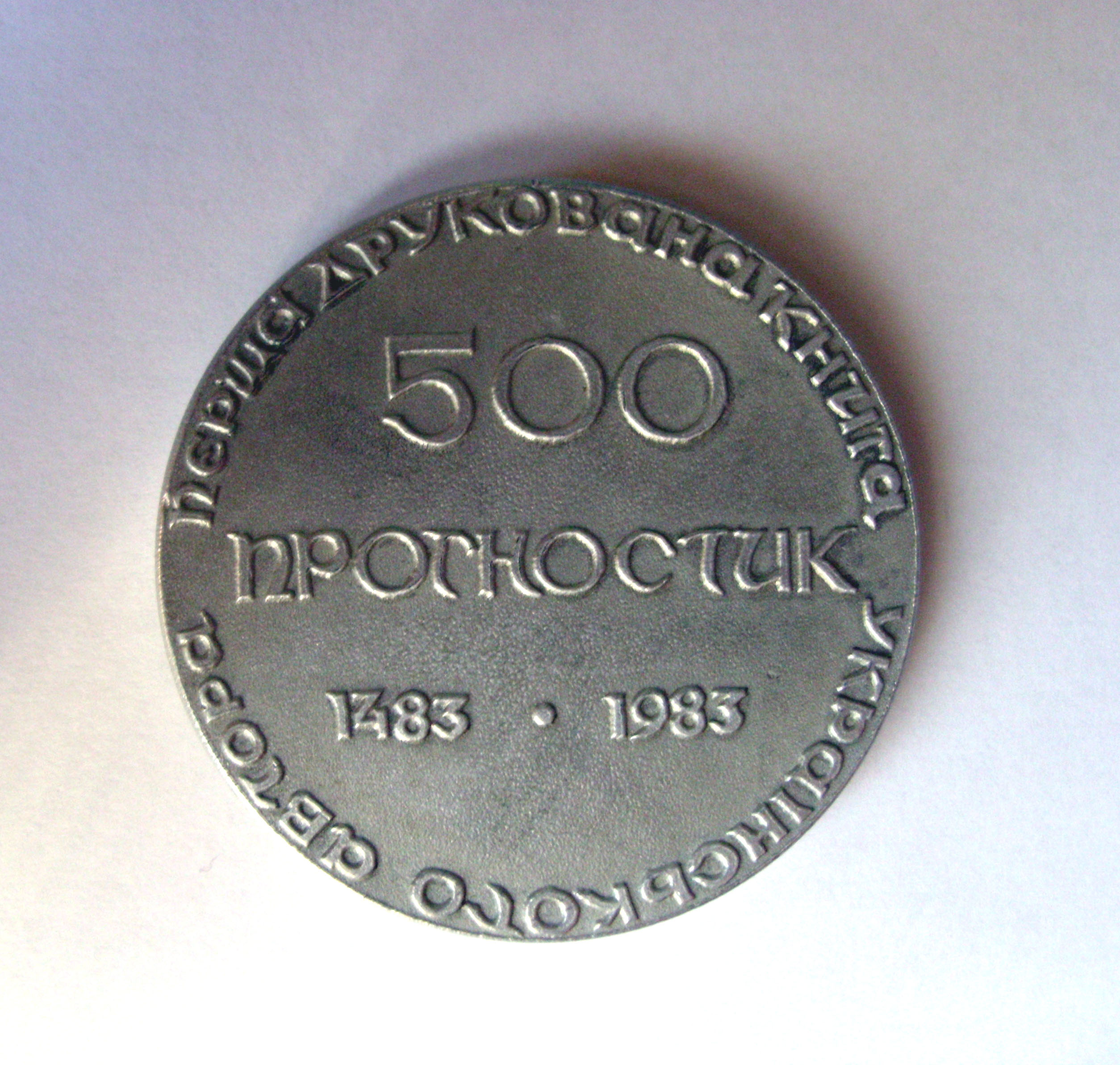
Зворотний бік пам'ятної медалі, випущеної до 500-ліття «Прогностичної оцінки поточного 1483 року Ю. Дрогобича»

Юрій Дрогобич, також Магістр Георгій Дрогобич з Русі, також — Юрій Михайлович Донат, він же — Юрій Михайлович Котермак (лат. Georgius Drohobicz de Russia, пол. Jurij Drohobycz, італ. Giorgio da Leopoli); близько 1450, Дрогобич, Руське воєводство, Королівство Польське — 4 лютого 1494, Краків, Королівство Польське) — руський науковець епохи Відродження, освітній діяч, поет, філософ, астроном та астролог. Доктор медицини та філософії. Ректор Болонського університету медицини й вільних мистецтв, професор і віце-канцлер Істрополітанської академії у Братиславі, професор Ягеллонського університету в Кракові. Можливо, був одним із викладачів Миколи Коперника.
Юрій Дрогобич вважається першим серед східнослов'янських мислителів автором друкованого твору, виданого латиною, а також першим відомим доктором медицини, який отримав науковий ступінь в європейському університеті і походив з Русі.

## Життя
Народився у Дрогобичі (тоді — Руське воєводство, Королівство Польща) в сім'ї солевара Михайла-Доната.
Першу освіту отримав у священника церкви святого Юра о. Евтимія. Тоді ж отримав перші знання про розрахунок пасхалій і основні знання з латини.
Наприкінці 1468 або на початку 1469 вступив до Яґеллонського університету (Краків), де здобув наукові ступені бакалавра (1470) і магістра (1473). Вивчав медицину та вільні мистецтва в Болонському університеті, де став доктором філософії (бл. 1478) і медицини (бл. 1482)
У Болоньї в 1478—1479 і 1480—1482 роках читав лекції з астрономії. Про високу оцінку його кваліфікації свідчить те, що Юрієві визначено подвійну платню — двісті лір замість звичайних ста. 
З 1481 до 1482 року був ректором Болонського університету — найстарішого в Європі, в історію якого він увійшов під іменем «Джорджо да Леополі» — Юрія зі Львова. Ректор — адміністративний керманич університету — обирався з викладачів на два роки. Юрій Дрогобич готував з професорами розклад лекцій, заповнював вакансії, встановлював порядок оплати праці професорів, контролював їхню роботу, організовував диспути, мав право кримінальної юрисдикції над усіма, хто перебував на службі чи навчався в університеті.
Підтримував тісні зв'язки з визначними італійськими вченими-гуманістами, серед них Марціо Галеотто, Реґіомонтан.
З 1487 року працював професором медицини Ягеллонського університету, мав чин королівського лікаря.
Викладацька діяльність Юрія Дрогобича була спрямована на поширення гуманістичних ідей епохи Відродження. Він вважав, що ідеал доброчесності — Бог, до якого людина може наблизитися завдяки самовдосконаленню.
У бібліотеках Парижа збереглися копії двох астрологічних трактатів Юрія Дрогобича, а в Баварській державній бібліотеці в Мюнхені — його прогноз на 1478 рік, переписаний німецьким гуманістом Гартманом Шеделем. Ці праці свідчили про ґрунтовну обізнаність вченого з античною і середньовічною літературою.
Серед його студентів був майбутній видатний астроном Миколай Коперник, автор трактату «Про обертання небесних сфер», що поклав початок нового геліоцентричного погляду на будову Сонячної системи.
Помер у м. Кракові, де й був похований.

## Праця
7 лютого 1483 року в Римі видав книгу «Прогностична оцінка поточного 1483 року» (Iudicium pronosticon Anni MCCCCLXXXIII Currentis), яка є першою відомою друкованою книгою, написаною українцем. У цій книзі, окрім астрологічних прогнозів, були відомості з географії, астрономії, метеорології, філософії. Вчений подає визначені ним координати міст: Вільнюса (Вільно), Дрогобича, Львова, ряду міст Італії й Німеччини, чим виявляє ґрунтовну обізнаність у географії всієї Європи. «Прогностик» певною мірою знайомив європейського читача з країнами Східної Європи. У розділі «про становище Польщі» він підкреслює, що Львів і Дрогобич належать не до Польщі, а до Русі, під якою розуміє «Руське Королівство» — колишні володіння галицько-волинського короля Данила. Така характеристика тодішньої політичної карти Східної Європи свідчить, що за кордоном Юрій Дрогобич прагнув представляти саме Русь, під якою розумів насамперед Галичину.
Юрій Дрогобич зазначав, що населенню християнських країн загрожують «великі небезпеки… у зв'язку з пригнобленням князями і панами». Висловив упевненість у здатності людського розуму пізнати закономірності світу.
- Haisa Pessina Longo; presentazione di Fabio Roversi-Monaco[it].

Bologna: Editrice Bologna, 1988. 69 p. : ill., facsims. ; 24 cm.
Series: «Memorie e documenti dello Studio bolognese».

## Вшанування пам'яті
Топоніми
- Іменем Юрія Дрогобича названі вулиці у Дрогобичі, Львові, Калуші, Краматорську, Смілі;
- меморіальна дошка Юрію Дрогобичу на фасаді Болонського університету (2011)[8].

У місті Дрогобич, на батьківщині вченого
- пам'ятник авторства скульпторки Теодозії Бриж (за її авторства існує пам'ятник Юрію Дрогобичу й у Болоньї);
- Львівський обласний академічний музично-драматичний театр імені Юрія Дрогобича;
- дрогобицька школа № 16 імені Юрія Дрогобича (рішення президії Дрогобицької міської Ради народних депутатів першого демократичного скликання від 25 червня 1990 року);
- місцеве мандрівне радіо «Котермак»;
- масонська ложа «Юрій Котермак» № 7 у складі Великої Ложі України;
- кав'ярня «Котермак», яка діяла в місті в період 2014—2015 роках.

Література
- історична повість «Юрій Дрогобич» Ярослава Ісаєвича (монографія 1972 року, друком повість вийшла 1994 року)[9];
- Юрію Дрогобичу присвячено першу книгу історичного роману «Безмежна доля» Володимира Мельникова (2014)[10][11].

Різне
- поштова марка із зображенням Юрія Котермака-Дрогобича (випущена за Незалежної Україні);
- монета, присвячена Міжнародному року астрономії — із зображенням Юрія Котермака-Дрогобича на реверсі (2009)[12];
- Відзнака «500 років з дня виходу в світ першої книги українського автора» із барельєфом Юрія Дрогобича — пам'ятна медаль випущена на честь 500-ліття з дня виходу у світ «Прогностика…» Юрія Дрогобича;
- епізодів документально-історичного серіалу «У пошуках істини» — «Нострадамус із Дрогобича» (ефір від 4 квітня 2008)[13];
- 17-й курінь УПЮ носить ім'я Юрія Котермака (Дрогобича).